# Longchamps
Longchamps ist eine französische Gemeinde mit 685 Einwohnern (Stand 1. Januar 2022) im Département Eure in der Region Normandie (vor 2016 Haute-Normandie). Sie gehört zum Arrondissement Les Andelys und zum Kanton Gisors.
Die Einwohner werden Longchampains genannt.

## Geographie

### Lage
Longchamps liegt im Vexin Normand auf einem Plateau zwischen den Flüssen Seine und Epte, 15 Kilometer nordwestlich von Gisors und etwa 70 Kilometer ostsüdöstlich von Rouen.

### Nachbargemeinden
Umgeben ist Longchamps von den Nachbargemeinden Morgny im Westen und Norden, Bézu-la-Forêt im Norden, Mesnil-sous-Vienne im Nordosten, Mainneville und Sancourt im Osten, Heudicourt im Südosten, Étrépagny im Süden sowie Doudeauville-en-Vexin und Nojeon-en-Vexin im Südwesten.

## Bevölkerungsentwicklung
| Jahr                       | 1962 | 1968 | 1975 | 1982 | 1990 | 1999 | 2006 | 2020 |
| Einwohner                  | 425  | 385  | 350  | 333  | 432  | 467  | 532  | 684  |
| Quellen: Cassini und INSEE |      |      |      |      |      |      |      |      |

## Sehenswürdigkeiten
- Kirche Saint-Martin aus dem 16. Jahrhundert, Monument historique
- Priorat Saint-Nicolas aus dem 12. Jahrhundert, Monument historique
- Kapelle Saint-Gourgon aus dem 16. Jahrhundert, Monument historique

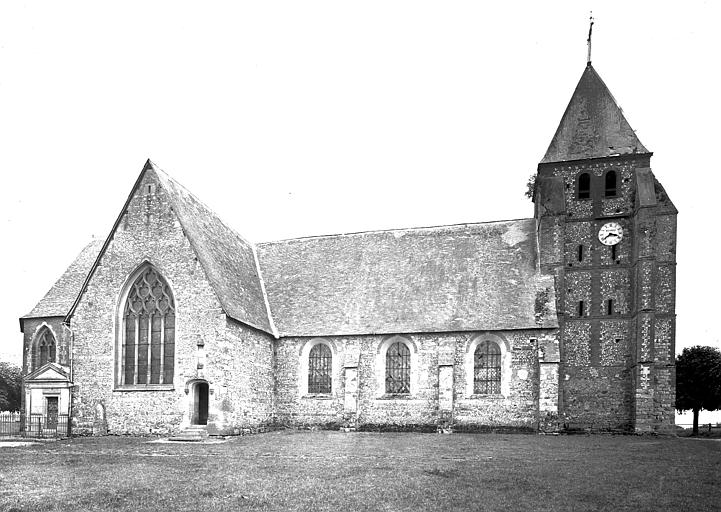
Kirche Saint-Martin (Aufnahme von 1920)

- Burg aus dem 12. Jahrhundert

## Persönlichkeiten
- Étienne de Longchamps († 1214), Ritter